# Afro-Russos
Afro-russos são pessoas de ascendência africana que migraram e se estabeleceram na Rússia. A Fundação Metis estima que havia cerca de 50.000 afro-russos em 2009.

## Terminologia
Os representantes dos povos africanos na língua russa são comumente chamados negry.  A palavra negry vem do castelhano negro através de outras línguas europeias (em alemão:  Neger, em francês:  nègre). Na língua russa, a palavra não carrega uma conotação negativa, mas isso não significa que não seja ofensiva para outras pessoas de outras culturas.

## Império Russo

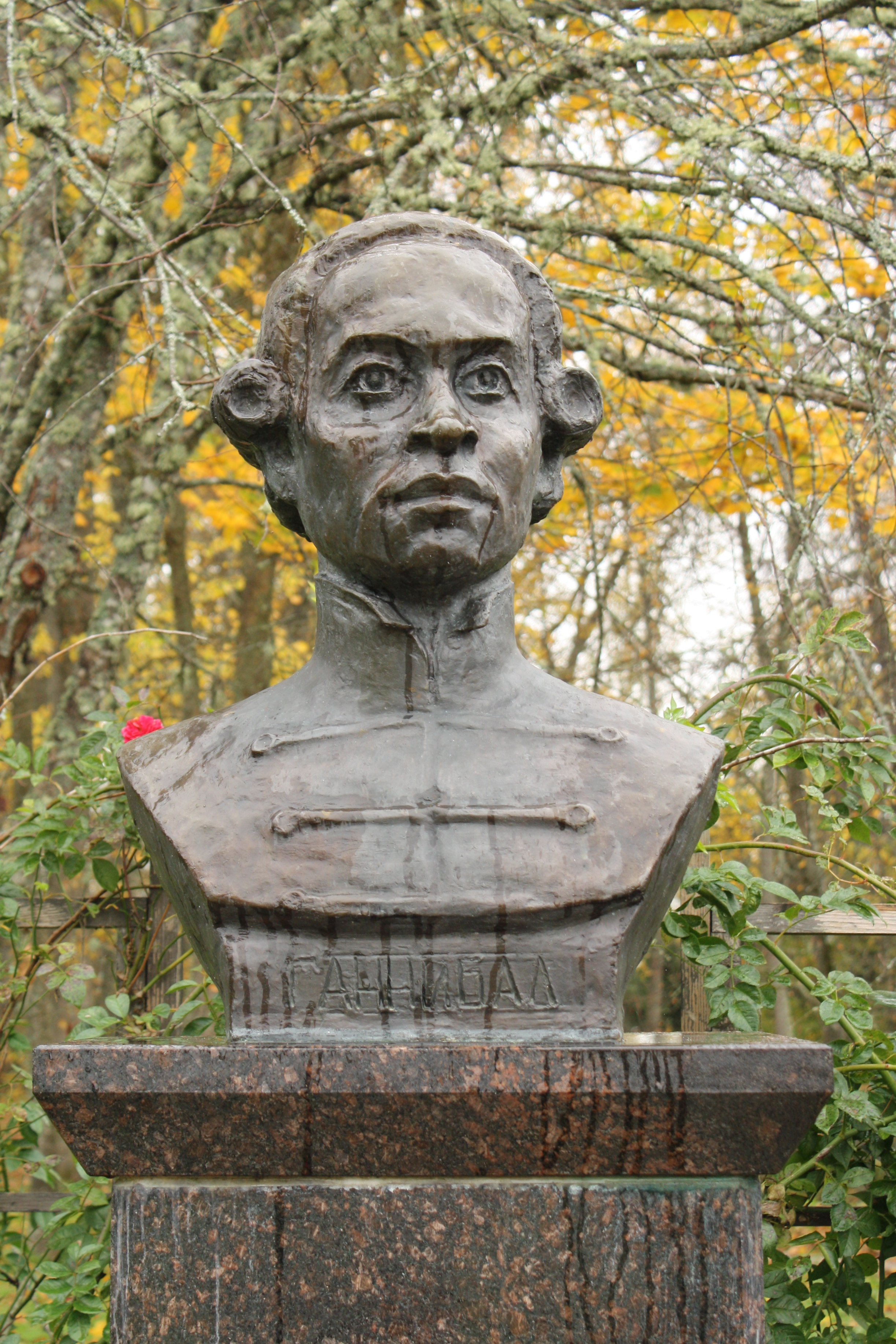
Busto de Abrão Gannibal

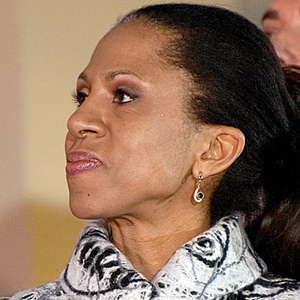
Yelena Khanga, famosa jornalista russa

Nunca houve um número observável de pessoas de ascendência africana na Rússia, mesmo após a colonização do continente pela Europa Ocidental. Durante séculos, a Rússia esteve isolada demais para interagir com a África. O não envolvimento da Rússia na colonização da África ou no comércio atlântico de escravos impediu que desenvolvesse relações significativas com tribos ou colônias africanas. Apesar disso, Abram Petrovich Gannibal, um russo de ascendência africana principesca, tornou-se general e nobre do Império Russo. Depois de ser sequestrado de Logone (no Camarões contemporâneo) pelas forças otomanas quando menino, ele foi vendido ao diplomata russo Fedor Golovin em 1704 e presenteado ao czar Pedro, o Grande, que o libertou e adotou. Quando adulto, ele ascendeu à nobreza e serviu ao Império Russo em capacidades civis e militares. Ele também é bisavô materno do famoso poeta russo Alexander Pushkin.

## Pós-guerra, o Festival das Crianças
Quando as nações africanas conquistaram a independência do colonialismo, a União Soviética ofereceu bolsas de estudo para jovens dessas nações. Cerca de 400.000 africanos estudaram na antiga União Soviética entre o final dos anos 1950 e 1990. A primeira chegada significativa de africanos foi para o 6º Festival Mundial de Jovens e Estudantes, realizado em Moscou em 1957. Muitos africanos também frequentaram a Universidade Russa da Amizade dos Povos.

## Afro-russos notáveis

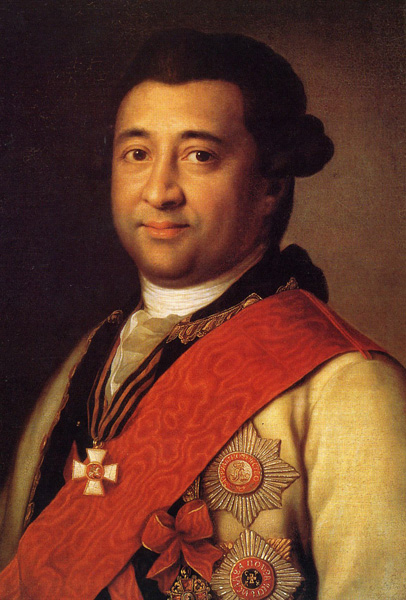
Ivan Gannibal

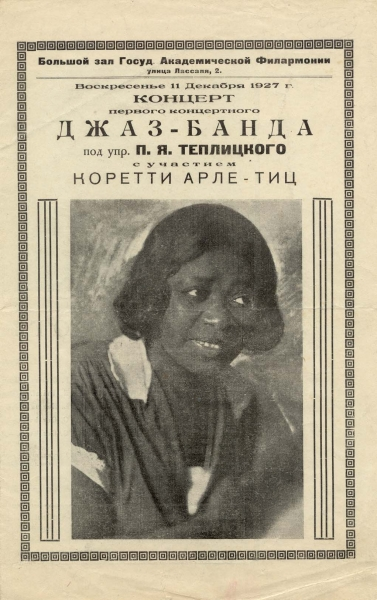
Coretti Arle-Titz

- Lyukman Adams (nascido em 1988) - saltador triplo meio-nigeriano[5]
- Aleksandr Alumona (nascido em 1983) - futebolista meio-nigeriano
- Coretti Arle-Titz (1881-1951) - atriz e cantora negra americana nascida
- Allan Dugblei (nascido em 1985) - meio futebolista ganense
- Abram Gannibal (1696-1781) - estadista, líder militar e político
- Ivan Gannibal (1735-1801) - líder militar, filho de Abram Gannibal[6]
- Alexander Pushkin (1799-1837) - poeta russo, dramaturgo e romancista, um descendente de Abram Gannibal
- Alice Edun - cantor meio-nigeriano
- Nkeirouka Ezekh (nascido em 1983) - curler olímpico meio-nigeriano[7]
- Brian Idowu (nascido em 1992) - três quartos-nigeriano russo Premier League futebolista
- Victor Keyru (nascido em 1984) - jogador de basquete da Serra Leoa-Rússia
- Yelena Khanga (nascido em 1962) - jornalista russo e âncora de TV de ascendência Zanzibar-Americana[8]
- Stanislav Lebamba (nascido em 1988) - futebolista meio congolês[9]
- Cyrille Makanda (nascido em 1980) - jogador de basquete meio camaronês
- Avua-Siav Leo Nelson (nascido em 1980) - meio futebolista ganense
- Peter Odemwingie (nascido em 1981) - futebolista meio-nigeriano
- Adessoye Oyewole (nascido em 1982) - futebolista meio-nigeriano
- James Lloydovich Patterson (nascido em 1933) - ator infantil russo, oficial naval e poeta de ascendência afro-americana e ucraniana
- Jean Sagbo (nascido em 1959) - político beninense-russo. Vereador eleito da cidade de Novozavidovo[10][11]
- Jerry-Christian Tchuissé (nascido em 1975) - futebolista camaronês-russo
- Emiliya Turey (nascido em 1984) - jogador de handebol da Serra Leoa
- Grigory Siyatvinda (nascido em 1970) - ator parcialmente zambiano
- Elladj Baldé (nascido em 1990) - patinador artístico meio guineense
- Isabel dos Santos (nascida em 1973) – empresária meio angolana
- Greta Onieogou (nascido em 1991) - metade nigeriana metade russa atriz canadense.